# Islampur
Islampur (en bengalí: ইসলামপুর ) es una ciudad de la India, en el distrito de Uttar Dinajpur, estado de Bengala Occidental.

## Geografía
Se encuentra a una altitud de 71 m s. n. m. a 535 km de la capital estatal, Calcuta, en la zona horaria UTC +5:30.

## Demografía
Según estimación 2010 contaba con una población de 59 036 habitantes.